# Ushu
Ushu de vegades Usu fou una ciutat de Fenícia prop de Tir (que era una illa) juts a la costa enfront; Ushu abastia a Tir d'aigua i li facilitava llocs d'enterrament. El seu nom derivaria d'Usoos o Ousoüs, un descendent de Genos i Genea, els fills dels quals van descobrir el foc segons l'autor fenici Sanchuniathon (Sankunyaton).
Ousoüs o Ushu o Uzu, fou una evolució del nom de la ciutat a la costa. Durant molt de temps la majoria de la població vivia al continent mentre l'illa era un centre administratiu i religiós que tenia els palaus dels reis i segurament casernes de l'exèrcit i temples. Diverses vegades Ushu fou ocupada per invasors, especialment els assiris, però mai l'illa de Tir. L'exèrcit d'Assurbanipal, cap al final del seu regnat, a la tornada de la campanya d'Aràbia assirià va passar per Ushu i Akko, ciutats del regne de Sidó, que s'havien revoltat.
A les cartes d'Amarna vers la meitat del segle xiv aC es parla de la terra d'Usu en els dominis d'Abi-Milku de Tir. Hi ha tres cartes que en fan referència que són als únics llocs on apareix. Les cartes d'Abi-Milku al faraó fan referència en general al conflicte amb Zimredda de Sidó, i els habiru o aziru de Damasc. La primera carta (EA 148) esmenta la necessitat de terra a Usu (per part de Tir), la segona (EA 149) diu que Tir no té prou aigua i fusta que cal portar d'Usu; i la tercera (EA 150) parla de necessitar un sol soldat.